# Stephen Jelley
Stephen Jelley (ur. 12 maja 1982 w Leicester) – brytyjski kierowca wyścigowy.

## Życiorys
Jelley rozpoczął karierę w wyścigach samochodowych w 2002 roku, od startów w Formule Ford. Jedynie w Avon Tyres Junior Formula Ford Championship był klasyfikowany - zajął dziesiątą pozycję. Rok później był już wicemistrzem Brytyjskiej Formuły Ford w klasie Scholarship. W 2004 roku przeniósł się do serii organizowanych w ramach Formuly 3. Startował w Europejskim Pucharze Formuly 3, Brytyjskiej Formule 3 oraz Formule 3 Euro Series. W tej ostatniej serii nigdy jednak nie zdobywał punktów. W 2008 roku dołączył do stawki Azjatyckiej serii GP2 oraz British Touring Car Championship. W GP2 nie punktował, a w BTCC był 15 w klasyfikacji generalnej. W późniejszych latach startował w seriach samochodów GT, głównie w British GT Championship, Brytyjskim Pucharze Porsche Carrera, International GT Open oraz Blancpain Endurance Series (GT3 Pro Cup), a także Porsche Supercup.

## Wyniki

### Azjatycka Seria GP2
| Legenda oznaczeń w tabelach wyników Wyświetl szablon na nowej stronie | Legenda oznaczeń w tabelach wyników Wyświetl szablon na nowej stronie                                                                     |
| Oznaczenie                                                            | Wyjaśnienie |
| --------------------------------------------------------------------- | --- |
| Złoty                                                                 | Zwycięzca lub mistrzostwo |
| Srebrny                                                               | 2. miejsce lub wicemistrzostwo |
| Brązowy                                                               | 3. miejsce lub II wicemistrzostwo |
| Zielony                                                               | Ukończył, punktował (w klasyfikacji generalnej, gdy zdobył co najmniej jeden punkt na przestrzeni sezonu, poza trzema powyższymi opcjami) |
| Niebieski                                                             | Ukończył, nie punktował (w klasyfikacji generalnej, gdy nie zdobył co najmniej jednego punktu na przestrzeni sezonu)                      |
| Czerwony                                                              | Nie zakwalifikował się (NZ) |
| Czerwony                                                              | Nie prekwalifikował się (NPK) |
| Różowy                                                                | Nie ukończył (NU) |
| Różowy                                                                | Niesklasyfikowany (NS) (w klasyfikacji generalnej, gdy nie został sklasyfikowany w żadnym wyścigu sezonu)                                 |
| Czarny                                                                | Zdyskwalifikowany (DK) |
| Czarny                                                                | Wykluczony (WYK/EX) |
| Biały                                                                 | Nie wystartował (NW) |
| Biały                                                                 | Kontuzjowany (K/INJ) |
| Biały                                                                 | Wyścig odwołany (OD/C) |
| Bez koloru                                                            | Został wycofany (WYC/WD) |
| Bez koloru                                                            | Nie przybył (NP/DNA) |
| Bez koloru                                                            | Nie brał udziału w treningach (NT/DNP) |
| Bez koloru                                                            | Nie został zgłoszony (–) |
| Pogrubienie                                                           | Start z pole position |
| Kursywa                                                               | Najszybsze okrążenie wyścigu |
| †                                                                     | Nie ukończył, ale jego rezultat został zaliczony ze względu na przejechanie więcej niż 90% dystansu wyścigu.                              |
| *                                                                     | Sezon w trakcie |
| 1/2/3                                                                 | Punktowana pozycja w sprincie kwalifikacyjnym                                                                                             |
| Lista systemów punktacji Formuły 1                                    | |

| Rok  | Zespół         | Wyniki w poszczególnych eliminacjach | Wyniki w poszczególnych eliminacjach | Wyniki w poszczególnych eliminacjach | Wyniki w poszczególnych eliminacjach | Wyniki w poszczególnych eliminacjach | Wyniki w poszczególnych eliminacjach | Wyniki w poszczególnych eliminacjach | Wyniki w poszczególnych eliminacjach | Wyniki w poszczególnych eliminacjach | Wyniki w poszczególnych eliminacjach | Punkty | Pozycja |
| ---- | -------------- | ------------------------------------ | ------------------------------------ | ------------------------------------ | ------------------------------------ | ------------------------------------ | ------------------------------------ | ------------------------------------ | ------------------------------------ | ------------------------------------ | ------------------------------------ | ------ | ------- |
| 2008 | ART Grand Prix | ARE                                  | ARE                                  | IDN                                  | IDN                                  | MAL                                  | MAL                                  | BHR                                  | BHR                                  | ARE                                  | ARE                                  | 0      | 24      |
| 2008 | ART Grand Prix | 15                                   | 12                                   | DK                                   | NU                                   | NU                                   | 18                                   | 16                                   | 9                                    | 18                                   | NW                                   | 0      | 24      |

### Podsumowanie
| Sezon | Seria                                       | Zespół                     | Wyścigi | Zwycięstwa | PP | NO | Podium | Punkty | Pozycja |
| ----- | ------------------------------------------- | -------------------------- | ------- | ---------- | -- | -- | ------ | ------ | ------- |
| 2002  | Brytyjska Formuła Ford (edycja zimowa)      |                            | 4       | 0          | 0  |    | 0      | 0      | NS      |
| 2002  | Festiwal Formuły Ford - Heats/Semi          |                            | 2       | 0          | 0  | 0  | 0      | 0      | NS      |
| 2002  | Festiwal Formuły Ford                       |                            | 1       | 0          | 0  | 0  | 0      | N/A    | NS      |
| 2002  | Formuła Ford Junior                         |                            |         |            |    |    |        | 151    | 10      |
| 2003  | Brytyjska Formuła Ford - Scholarship Class  | Medina Sport               | 20      | 1          | 1  | 1  | 9      | 417    | 2       |
| 2003  | Festiwal Formuły Ford - Heats/Semi          |                            | 2       | 0          | 0  | 0  | 0      | 0      | NS      |
| 2003  | Festiwal Formuły Ford                       |                            | 1       | 0          | 0  | 0  | 0      | N/A    | 12      |
| 2004  | Brytyjska Formuła 3 - klasa narodowa        | Performance Racing         | 24      | 3          | 7  | 3  | 15     | 266    | 2       |
| 2004  | Europejski Puchar Formuły 3                 | Performance Racing Europe  | 1       | 0          | 0  | 0  | 0      | N/A    | 19      |
| 2005  | Brytyjska Formuła 3                         | Menu F3 Motorsport         | 22      | 0          | 0  | 0  | 0      | 30     | 12      |
| 2005  | Formuła 3 Euroseries                        | Team Midland Euroseries    | 2       | 0          | 0  | 0  | 0      | 0      | NS      |
| 2005  | Grand Prix Makau                            | Menu Motorsport            | 1       | 0          | 0  | 0  | 0      | N/A    | NS      |
| 2005  | Masters of Formula 3                        | Menu F3 Motorsport         | 1       | 0          | 0  | 0  | 0      | N/A    | 19      |
| 2006  | Brytyjska Formuła 3                         | Räikkönen Robertson Racing | 22      | 0          | 0  | 2  | 5      | 126    | 7       |
| 2006  | Grand Prix Makau                            | Räikkönen Robertson Racing | 1       | 0          | 0  | 0  | 0      | N/A    | 11      |
| 2006  | Masters of Formula 3                        | Räikkönen Robertson Racing | 1       | 0          | 0  | 0  | 0      | N/A    | 18      |
| 2007  | Brytyjska Formuła 3 - Seria Międzynarodowa  | Räikkönen Robertson Racing | 22      | 2          | 2  | 2  | 8      | 183    | 3       |
| 2007  | Grand Prix Makau                            | Räikkönen Robertson Racing | 1       | 0          | 0  | 0  | 0      | N/A    | 9       |
| 2007  | Masters of Formula 3                        | Räikkönen Robertson Racing | 1       | 0          | 0  | 0  | 0      | N/A    | 23      |
| 2008  | Azjatycka Seria GP2                         | ART Grand Prix             | 9       | 0          | 0  | 0  | 0      | 0      | 24      |
| 2008  | BTCC                                        | Team RAC                   | 30      | 0          | 1  | 0  | 0      | 14     | 15      |
| 2009  | BTCC                                        | Team RAC                   | 28      | 2          | 0  | 1  | 5      | 137    | 7       |
| 2010  | Brytyjski Puchar Porsche Carrera            | Team Parker Racing         | 19      | 2          | 2  | 1  | 11     | 248    | 3       |
| 2010  | British GT Championship - GT3               | Chad Racing                | 1       | 0          | 0  | 0  | 0      | 2      | 29      |
| 2011  | Brytyjski Puchar Porsche Carrera            | Parker with Juta           | 19      | 5          | 3  | 5  | 12     | 282    | 3       |
| 2011  | International GT Open                       | Trackspeed Limited         | 2       | 0          | 0  | 0  | 0      | 3      | 55      |
| 2011  | International GT Open - GTS                 | Trackspeed Limited         | 2       | 0          | 0  | 0  | 0      | 3      | 32      |
| 2011  | Światowy Puchar Porsche Carrera             | Parker with Juta           | 1       | 0          | 0  | 0  | 0      | N/A    | 15      |
| 2011  | British GT Championship - GT3               | Trackspeed                 | 0       | 0          | 0  | 0  | 0      | 0      | NS      |
| 2012  | Blancpain Endurance Series - GT3 Pro-Am Cup | Von Ryan Racing            | 6       | 0          | 0  | 0  | 0      | 2      | 37      |
| 2012  | British GT Championship - GT3               | Motorbase                  | 3       | 0          | 2  | 0  | 0      | 27     | 16      |
| 2013  | Blancpain Endurance Series - GT3 Pro-Am Cup | Mtech Racing               | 2       | 0          | 0  | 0  | 0      | 0      | NS      |
| 2013  | Blancpain Endurance Series - GT3 Pro Cup    | Fortec Competition         | 1       | 0          | 0  | 0  | 0      | 0      | NS      |
| 2013  | British GT Championship - GT3               | Trackspeed                 | 5       | 0          | 1  | 0  | 0      | 0      | NS      |
| 2014  | Blancpain Endurance Series - Pro Cup        | Oman Racing Team           | 4       | 0          | 0  | 0  | 0      | 3      | 20      |
| 2015  | Brytyjski Puchar Porsche Carrera            | Team Parker                | 16      | 0          | 2  | 2  | 3      | 191    | 5       |
| 2015  | Porsche Supercup                            | Team Parker Racing         | 1       | 0          | 0  | 0  | 0      | 0†     | NS†     |

† – Jelley nie był zaliczany do klasyfikacji.